# Harboøre
Harboøre är en ort i Lemvigs kommun i Västjylland i Danmark. Antalet invånare är 1 489.
Harboøre har en station på Lemvigbanen mellan Vemb och Thyborøn.
Nära Harboøre vid Nordsjökusten ligger Flyvholm Redningsstation, som numera är ett museum.
År 1861 skedde Harboøre-vækkelsen, en religiös väckelse inom danska Indre Mission, vilken tog fart 1893 efter en förlisning, där 26 lokala fiskare drunknade. Indre mission, som har det stora missionshuset Elim har fortfarande en stark ställning i Harboøre.

## Bildgalleri

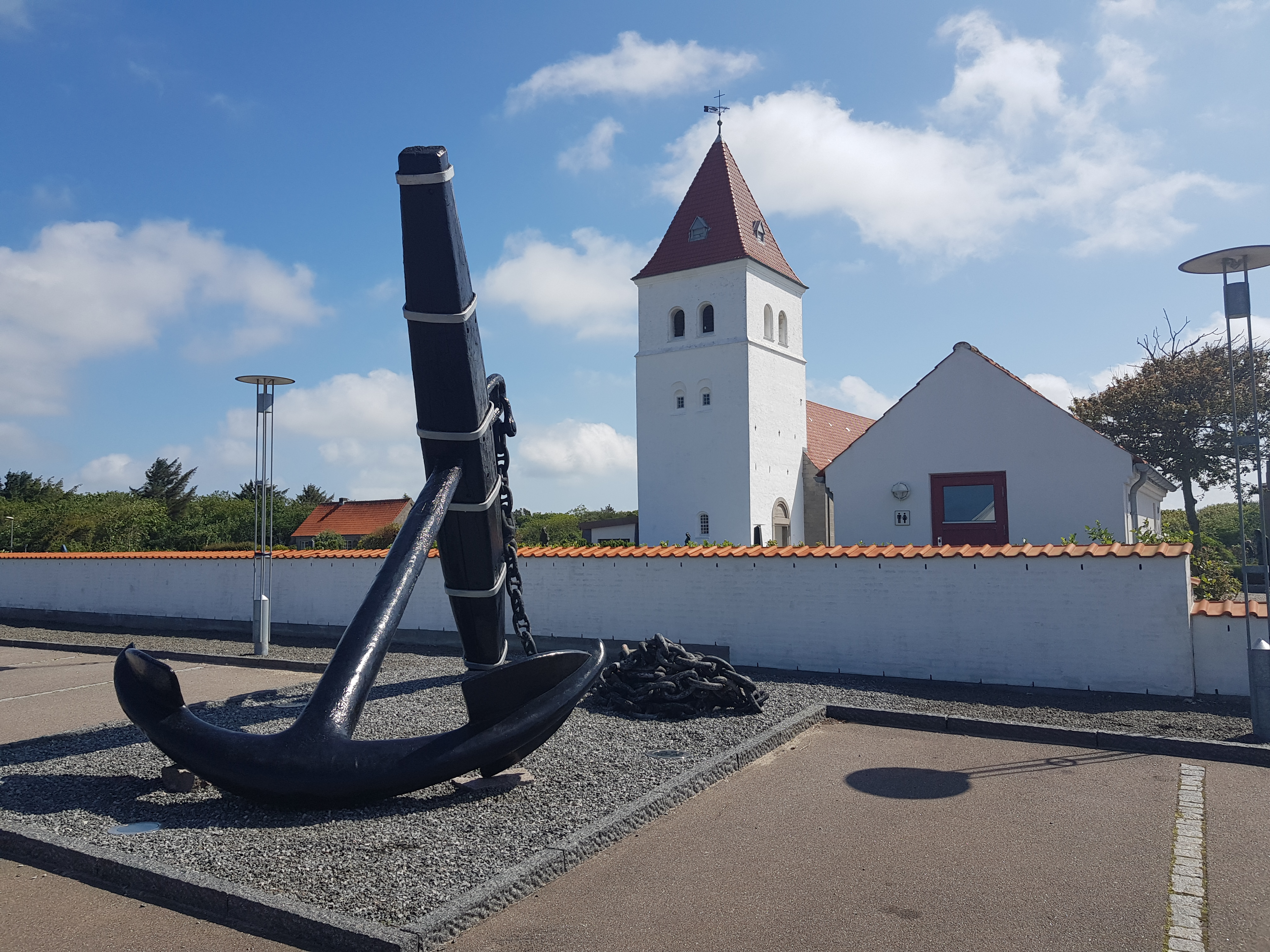
Ankaret från den ryska fregatten Alexander Nevskij, som förliste 1868 mellan Harboøre och Thyborøn
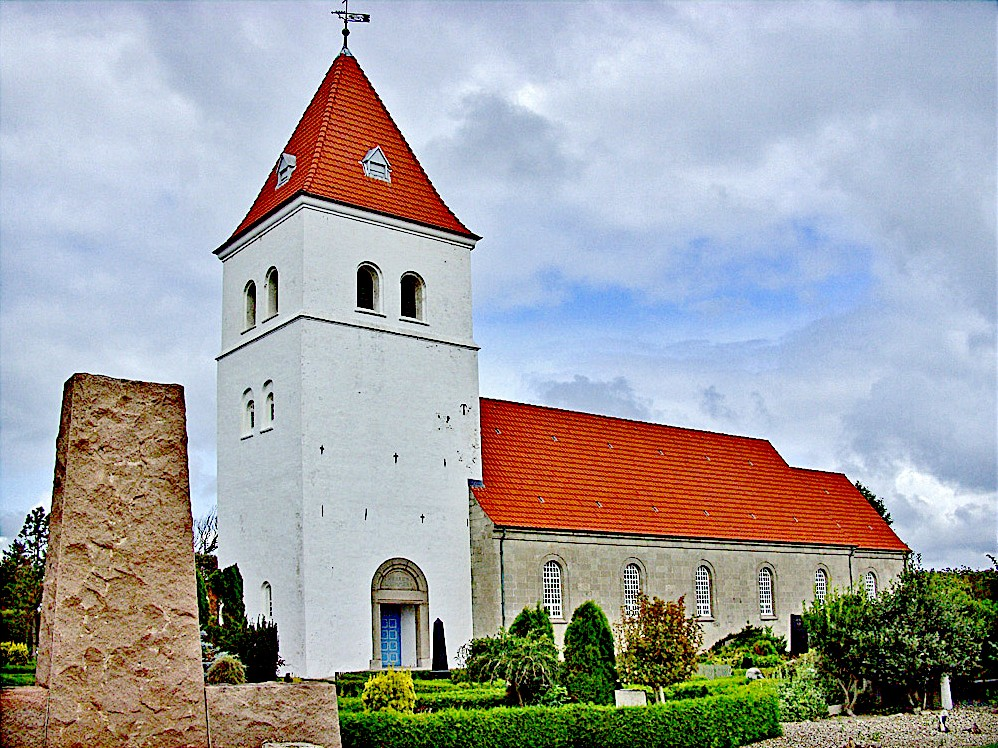
Harboøre Kirke
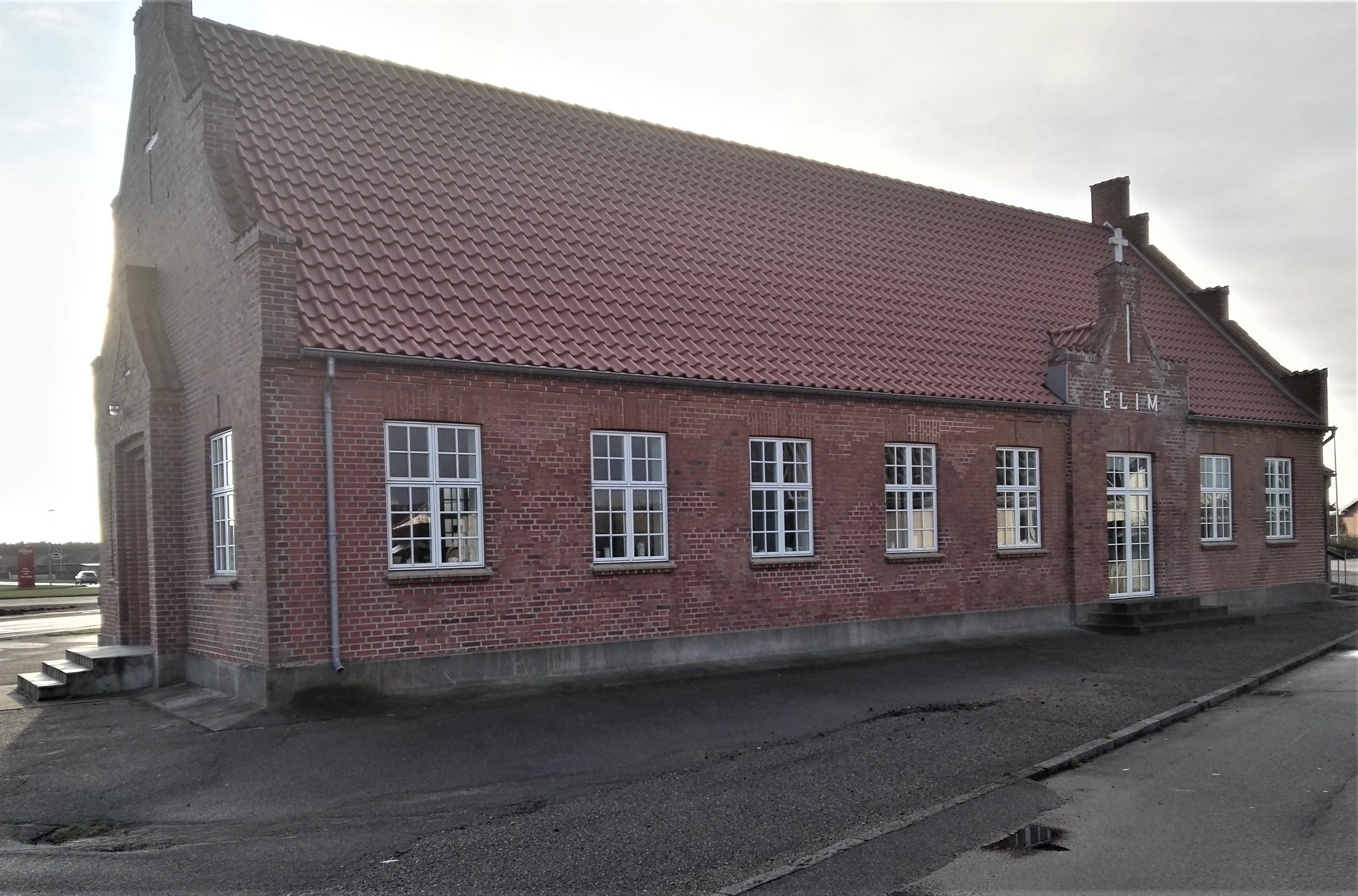
Indre Missions missionshus Elim
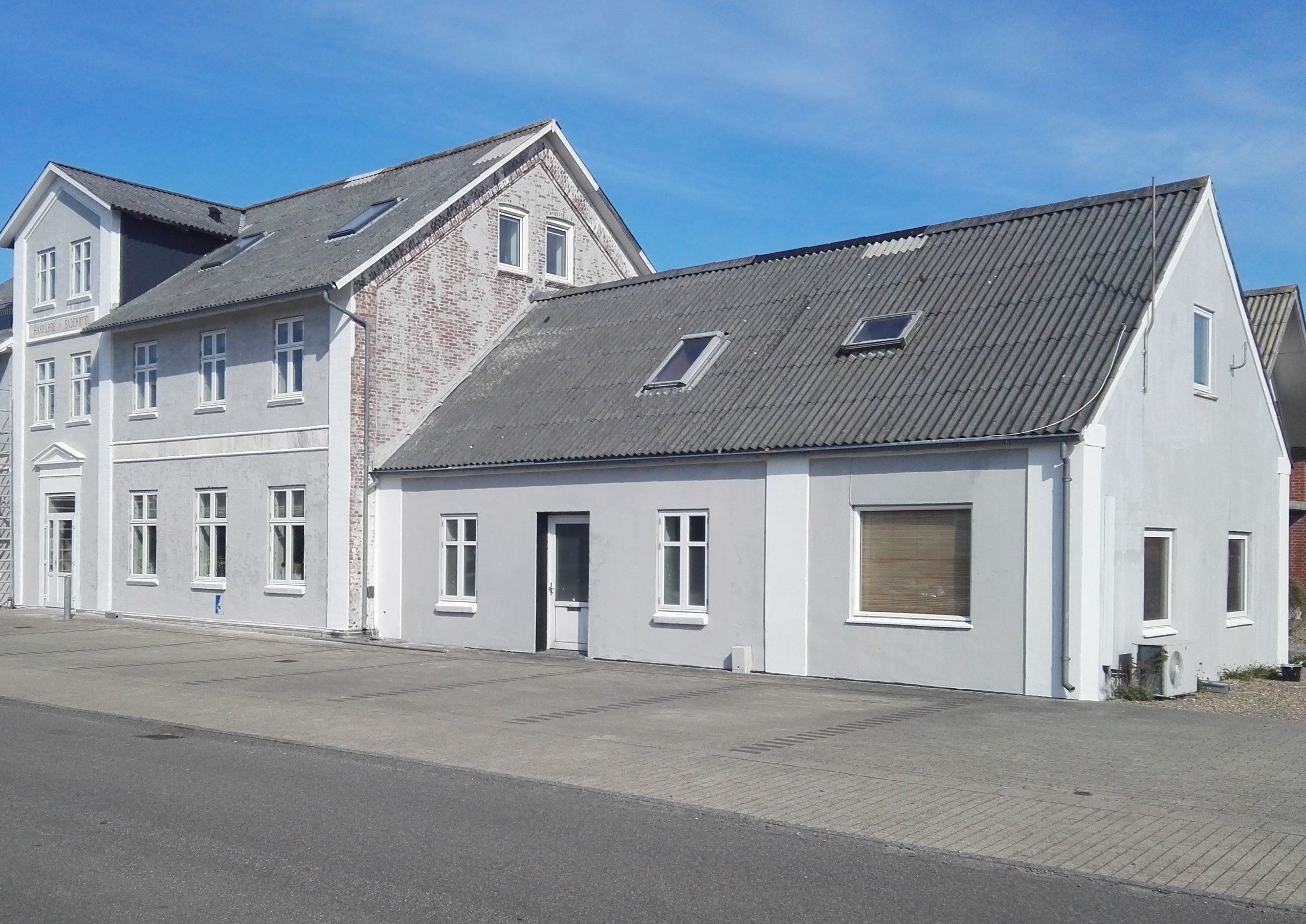
Harboøre Badehotel